# فنون زخرفية

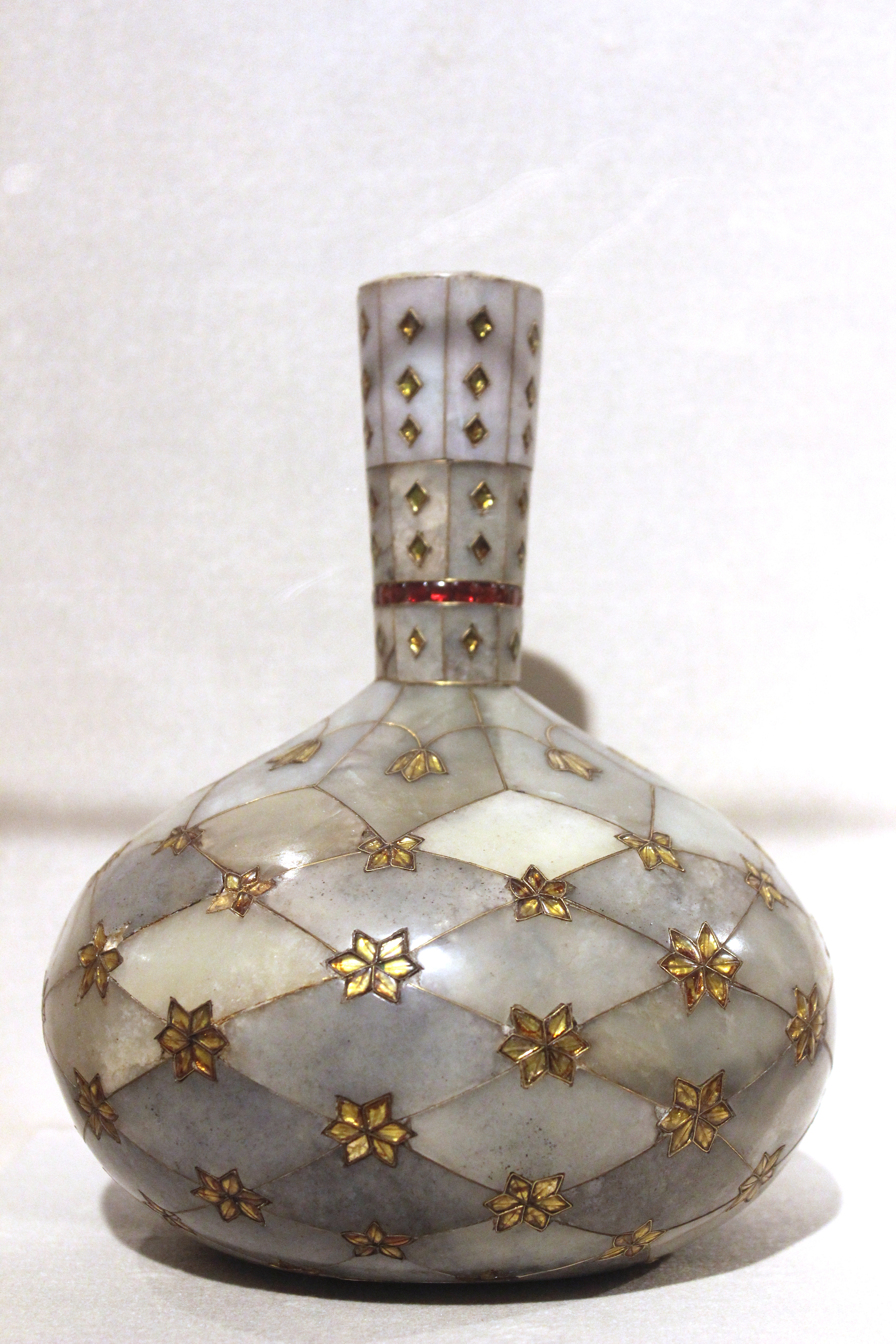
مثال على الفنون الزخرفية

الفنون الزخرفية هي الفنون أو الحرف اليدوية التي يكون هدفها تصميم وتصنيع الأشياء ذات القيم الجمالية والوظيفية. يشمل هذا المصطلح عادة التصميم الداخلي وليس العمارة، وكثيرًا ما تصنف الفنون الزخرفية في فئات متميزة عن «الفنون الجميلة»، بشكل أساسي التصوير والرسم والتصوير الفوتوغرافي ونحت الأحجام الكبيرة التي تُنتج بشكل عام أشياء لجودتها الجمالية فقط وقدرتها على تحفيز الفطنة.

## الفرق بين الفنون الزخرفية والفنون الجميلة
نتج الفرق بين الفنون الزخرفية والفنون الجميلة بشكل أساسي عن فن الغربي بعد عصر النهضة، ويكون هذا الفرق في معظمه أمرًا ذا معنى، ولكن بالنظر إلى فن الثقافات والفترات الأخرى يُصبح هذا الفرق أمرًا أقل معنى، إذ تشمل الأعمال الأكثر قيمة أو حتى جميع الأعمال تلك الموجودة في الوسائط الزخرفية. على سبيل المثال، يتكون الفن الإسلامي في العديد من الفترات والأماكن من الفنون الزخرفية بالكامل، وغالبًا ما يستخدم الأشكال الهندسية والنباتية، كما يفعل في العديد من الثقافات التقليدية. لا يُعد الفرق بين الفنون الزخرفية والفنون الجميلة أمرًا مفيدًا فيما يتعلق بتقدير الفن الصيني أو بفهم فن العصور الوسطى المبكرة في أوروبا. أُنتجت في تلك الفترة في أوروبا الفنون الجميلة مثل تذهيب الكتب والنحت الضخم، بينما شملت الأعمال المرموقة صياغة الذهب أو المعادن المصبوبة مثل البرونز أو تقنيات أخرى مثل نحت العاج. حصلت اللوحات الجدارية ذات المقاييس الكبيرة على تقدير أقل، وقد نُفذت بصورة فجة ونادرًا ما ذُكرت في المصادر المعاصرة. ربما كان يُنظر إليها على أنها بديل أقل مرتبة للفسيفساء التي اعتُبرت بدورها فنًا جيدًا خلال تلك الفترة، ولكنها صُنفت في القرون الأخيرة من الفنون الزخرفية. يُستخدم مصطلح «آرس ساكرا» («الفنون المقدسة») في بعض الأحيان للفن المسيحي في العصور الوسطى، وقد نُفذ باستخدام المعادن والعاج والمنسوجات والمواد الأخرى الأكثر قيمة، لكنه لم يُستخدم في الأعمال العلمانية النادرة من تلك الفترة.
تحدى عدد من الكتاب ومؤرخي الفن مثل إيمي غولدين وآن سوارتز وجهة النظر التي تدعي أن الزخرفة هي «فن أقل شأنًا»، بشكل رسمي في سبعينيات القرن العشرين. فقدت حجة السرد الفردي في الفن زخمها بحلول نهاية القرن العشرين من خلال التعبيرات الساخرة لما بعد الحداثة وزيادة الاهتمام الفني بفن الشارع وبتقاليد الزخرفة العرقية. مهدت «حركة النمط والزخرفة» في صالات عرض نيويورك خلال فترة الثمانينيات من القرن العشرين، الطريق إلى تقييم أكثر شمولًا لقيمة الأشياء الفنية.

## تأثير المواد المختلفة
يميل الفهم الحديث لفن العديد من الثقافات إلى التشويه، بسبب التفضيل الحديث لوسائط الفنون الجميلة البصرية على غيرها من الوسائط، إضافة إلى معدلات بقاء مختلفة جدًا للأعمال الفنية التي تنتمي لوسائط مختلفة. تخضع الأعمال المعدنية وخاصة تلك المصنوعة من المعادن الثمينة «لإعادة التدوير» بمجرد أن تخرج من الموضة، وغالبًا ما يستخدمها أصحابها كودائع لثروتهم يصهرونها عند حاجتهم لأموال إضافية. تنجو الكتب المذهبة بمعدلات أعلى بكثير خاصة تلك التي كانت في يد الكنيسة، لأنها استخدمت كمية أقل من المواد الثمينة إلى جانب سهولة تخزينها.

## مواقف عصر النهضة
يمكن أن يعود أثر الترويج للفنون الجميلة على حساب الفنون الزخرفية في الفكر الأوروبي إلى عصر النهضة، وذلك عندما روج المنظرون الإيطاليون مثل فاساري للقيم الفنية التي يمثلها فنانو عصر النهضة العالية، التي لم تضع قيمة تُذكر لتكلفة المواد أو مدة العمل المطلوب لإنتاج هذا العمل، بل تمثلت قيمتها بالخيال الفني واللمسة الفردية ليد الفنان الموهوب للغاية مثل ميكيلانجيلو أو رفائيل أو ليوناردو دا فينشي، مما يعيد إلى حد ما نهج العصور القديمة. أُنتج معظم الفن الأوروبي خلال العصور الوسطى في ظل مجموعة مختلفة جدًا من القيم، إذ قُيمت كل من المواد باهظة الثمن والعروض المبتكرة للتقنيات الصعبة بشكل كبير. تعايش النهجان لقرون عديدة في الصين، وأُنتجت لوحات غسيل الحبر التي تضمنت مواضيعها المناظر الطبيعية في الغالب، على يد الباحثين البيروقراطيين أو «الأدباء»، وكان القصد من ذلك، أن تكون تعبيرًا عن خيال الفنان فوق كل اعتبار، بينما أُنتجت مجالات رئيسية أخرى من الفن، بما فيها الخزف الصيني المهم جدًا الذي أُنتج في ظروف صناعية فعالة، وفقًا لمجموعة مختلفة تمامًا من القيم الفنية.